# Eliseo Prado
Eliseo Prado (17 de setembre de 1929 - 10 de febrer de 2016) fou un futbolista argentí.

## Selecció de l'Argentina
Va formar part de l'equip argentí a la Copa del Món de 1958.

## Referències

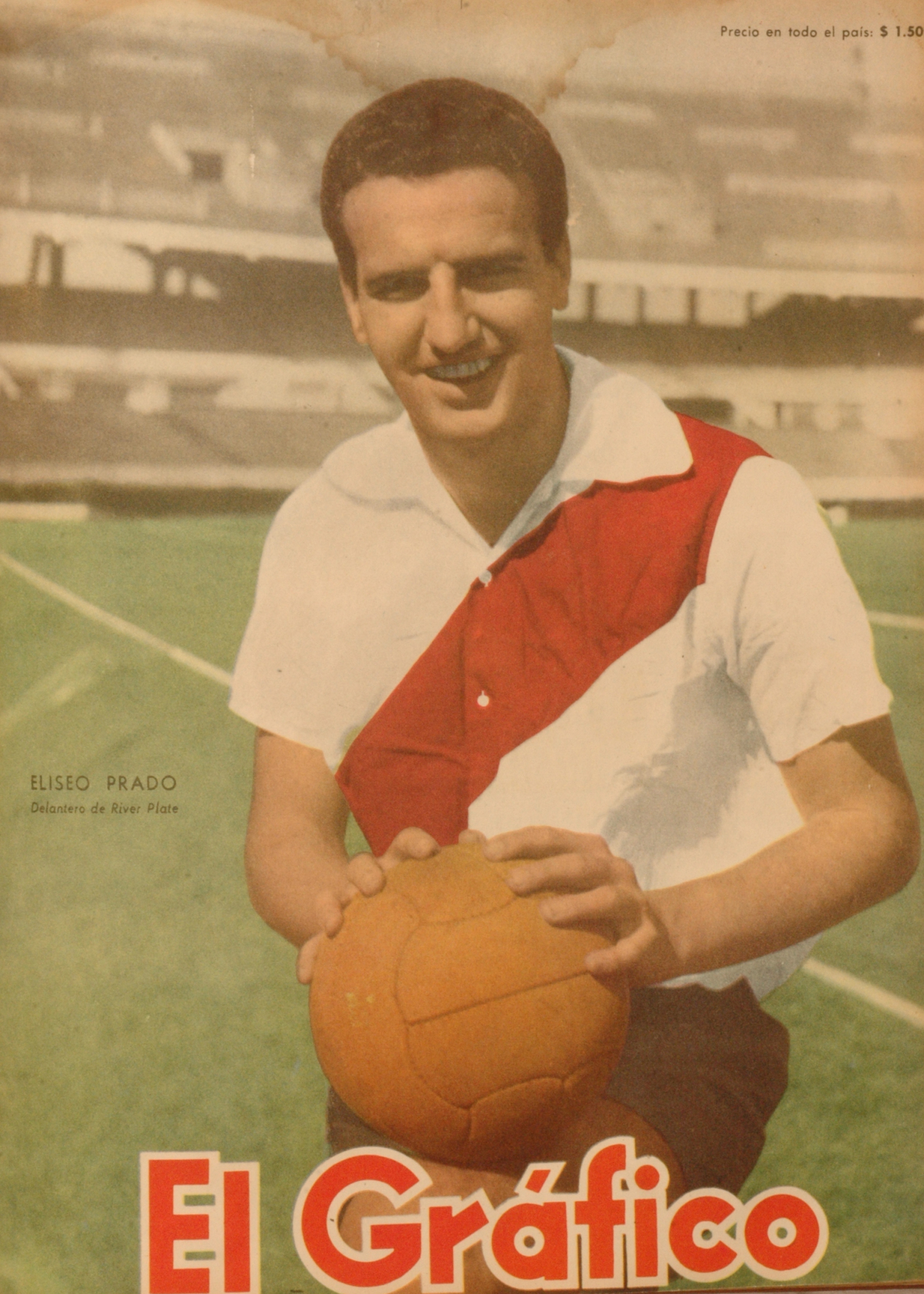
Eliseo Prado a River.